# Parafia św. Anny w Ząbkowicach Śląskich
Parafia św. Anny w Ząbkowicach Śląskich znajduje się w dekanacie Ząbkowice-Północ w diecezji świdnickiej. Gotycki kościół parafialny św. Anny wzniesiono w poł. XIV w. Proboszczem parafii przez 20 lat, do 2018 roku,  był ks. prał. Marian Mądry. Obecnym jest ks. Krzysztof Herbut. 